# Javier González (piłkarz)
Javier González, właśc. José Javier González Alponte (ur. 11 maja 1939 w Limie, zm. 11 kwietnia 2018 tamże) – peruwiański piłkarz występujący na pozycji obrońcy.

## Kariera klubowa
W swojej karierze González reprezentował barwy zespołów Unión Callao, Sport Boys, Chorrillos oraz Alianza Lima. Jako zawodnik Sport Boys trzykrotnie wywalczył wicemistrzostwo Peru (1959, 1960, 1966).

## Kariera reprezentacyjna
W reprezentacji Peru González grał w latach 1967–1970. W 1970 roku został powołany do kadry na mistrzostwa świata. Zagrał na nich w meczu z Bułgarią (3:2), a Peru osiągnęło ćwierćfinał turnieju.